# Stemodia lobata
Stemodia lobata är en grobladsväxtart som beskrevs av Johann Anton Schmidt. Stemodia lobata ingår i släktet Stemodia och familjen grobladsväxter. Inga underarter finns listade i Catalogue of Life.